# Emund
Emund, bijgenaamd "de Oude" (Zweeds: den Gamle) en "de Slechte" (Zweeds: Slemme) (ca. 1000 - 1060) was van ca. 1052 tot 1060 koning van Zweden.
Emund was een zoon van koning Olof II van Zweden en zijn bijvrouw Edla. Zij zou de dochter van een Wendisch (slaaf in het noorden van Duitsland) stamhoofd zijn die Olof na een plundertocht had meegevoerd. Volgens de Heimskringla saga werd Emund in zijn jeugd opgevoed door de familie van zijn moeder en verwaarloosde hij in die tijd zijn christelijk geloof. Ook zou hij enige tijd in het Kievse Rijk hebben gediend. Na de dood van zijn stiefbroer Anund Jacob van Zweden (ca. 1052) werd hij koning van Zweden. Omdat hij toen al een middelbare man was, heeft hij de bijnaam "de Oude" gekregen.
Kroniekschrijver Adam van Bremen beschreef Emund als een slecht mens (vandaar de bijnaam "de Slechte"). De reden hiervoor was de kerkpolitiek van Emund die niet alleen maar afhankelijk wilde zijn van het aartsbisdom Bremen. Emund bevorderde de invloed van priesters uit Engeland en Rusland. Hij benoemde de Engelse missionaris Osmundus tot bisschop (Åsmund) van Skara (stad).
In de Västagötalagen (de westrogotische wet) wordt hij een moeilijke man genoemd wanneer hij een vast doel voor ogen had. Hij was het ook die samen met Sven II van Denemarken de grens tussen Denemarken en Zweden markeerde.
Emund was de laatste koning uit het Huis Munsö (van het geslacht Ynglinge) omdat zijn enige zoon Anund voor hem stierf. Die nam deel aan een mislukte expeditie tegen Kvenland (vermoedelijk de westelijke kust van Finland) waar hij sneuvelde, of door de lokale bevolking werd vergiftigd.
Vermoedelijk was Emund minstens tweemaal getrouwd. Zijn laatste vrouw zou Astrid Njalsdotter zijn, de weduwe van jarl Ragnvald Ulfsson. Zij is zeer waarschijnlijk ook de moeder van Ragnvalds zoon Stenkil van Zweden die met een dochter van Emund trouwde, en Emund opvolgde als koning.